# آکرافیا (بوئوتیا)
آکرافیا (یونانی باستان: Ἀκραιφία) شهری در بویوتیا باستان در دامنه کوه پتوم (Πτῶον) و در ساحل شرقی دریاچه کوپایس بود.